# Jeff Lemire
Jeff Lemire (21 de marzo de 1976) es un autor de cómics canadiense especialmente conocido por su trabajo para las editoriales DC (Animal Man, Flecha Verde...) y Marvel (Ojo de Halcón, Caballero Luna...), y por series de creación propia como Black Hammer.

## Biografía
Lemire nació en una pequeña población agrícola del condado de Essex (Ontario, Canadá). Inicialmente, cursó estudios sobre cine, pero los abandonó para dedicarse profesionalmente a la escritura de cómics, una tarea creativa más solitaria y que, según el testimonio de sus allegados, es más acorde a su personalidad reservada.
La obra de Lemire destacó muy pronto. En 2005, su primera obra (Lost Dogs), inicialmente autoeditada, recibió el premio de la Xeric Foundation, lo que le permitió comenzar a trabajar con la editorial norteamericana Top Shelf Productions.
Trabajando para Top Shelf Productions, entre 2008 y 2009, Lemire escribió la trilogía Essex County, por la que obtuvo un premio Eisner y estuvo nominado a los premios Harvey.
En 2010 firmó un contrato para trabajar en exclusiva con DC Cómics donde guionizó historias de personajes clásicos de la empresa como Animal Man. 
Tras extinguirse su contrato con DC y tras un breve paso por Marvel, comenzó a escribir Black Hammer, una serie ubicada en un universo superheróico propio. Publicada por Dark Horse en Estados Unidos y Astiberri en España, Black Hammer ha merecido elogios unánimes de la crítica, que ha comparado su impacto en el noveno arte con el que tuvo la novela gráfica Watchmen en la década de 1980. En 2017, Lemire volvió a ganar el premio Eisner, en esta ocasión, concedido a Black Hammer como mejor serie de nueva creación.